# آبیاری سطحی

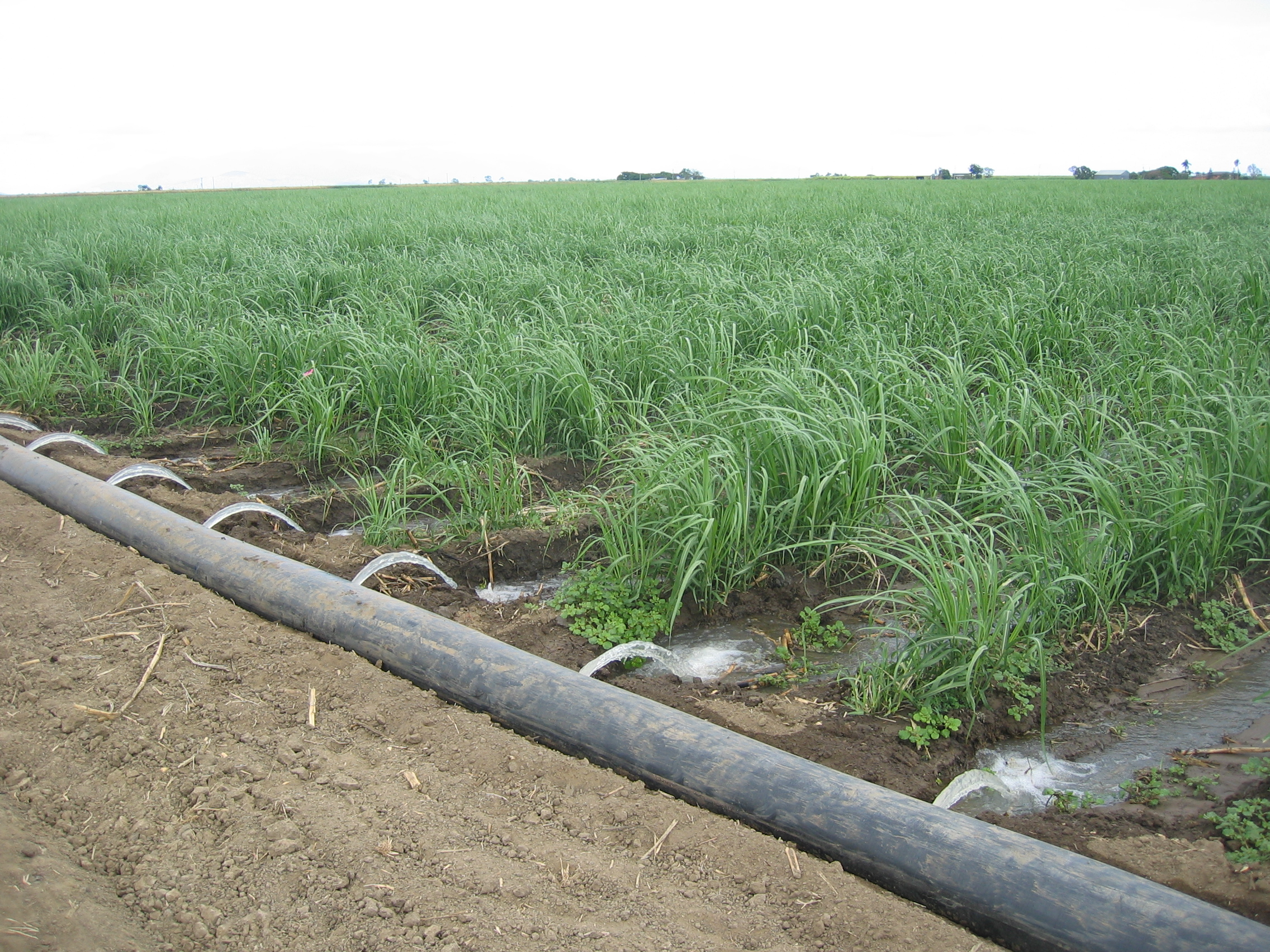
آبیاری جویچه‌ای نیشکر در استرالیا، ۲۰۰۶

آبیاری سطحی (انگلیسی: Surface irrigation) یکی از روش‌های آبیاری است که در آن آب به صورت مستقیم و از طریق سطح خاک به گیاهان می‌رسد. این روش یکی از قدیمی‌ترین و رایج‌ترین روش‌های آبیاری است که به دلیل سادگی و هزینه کم، در بسیاری از مناطق جهان مورد استفاده قرار می‌گیرد.
در آبیاری سطحی، آب از طریق کانال‌ها، نهرها یا لوله‌ها به مزرعه منتقل می‌شود و سپس در سطح خاک پخش می‌شود. آب به تدریج در خاک نفوذ می‌کند و به ریشه گیاهان می‌رسد.
آبیاری سطحی انواع مختلفی دارد که برخی از آنها عبارتند از:
- آبیاری کَرتی: در این روش، زمین به کرت‌هایی تقسیم می‌شود و آب در هر کرت به صورت جداگانه پخش می‌شود.
- آبیاری نواری: در این روش، آب در نوارهای باریکی در امتداد ردیف‌های کشت پخش می‌شود.
- آبیاری شیاری: در این روش، آب در شیارهایی که در بین ردیف‌های کشت ایجاد شده‌اند، جریان می‌یابد.
- آبیاری غرقابی: در این روش، تمام سطح مزرعه با آب پوشانده می‌شود.

آبیاری سطحی مزایا و معایبی دارد. از مزایای آن می‌توان به سادگی اجرا، هزینه کم و عدم نیاز به تجهیزات پیچیده اشاره کرد. با این حال، این روش معایبی نیز دارد، از جمله:
- اتلاف آب: به دلیل تبخیر و نفوذ عمیق آب در خاک، مقدار زیادی آب هدر می‌رود.
- عدم یکنواختی توزیع آب: توزیع آب در سطح مزرعه ممکن است یکنواخت نباشد و برخی از گیاهان آب بیشتری نسبت به سایرین دریافت کنند.
- افزایش خطر فرسایش خاک: جریان آب در سطح خاک می‌تواند باعث فرسایش خاک شود.
- افزایش خطر شیوع بیماری‌های گیاهی: رطوبت بالای خاک در آبیاری سطحی می‌تواند باعث افزایش خطر شیوع بیماری‌های گیاهی شود.

با وجود این معایب، آبیاری سطحی همچنان به عنوان یک روش آبیاری مهم در بسیاری از مناطق جهان، به ویژه در مناطقی که آب فراوان و ارزان است، مورد استفاده قرار می‌گیرد. با این حال، با توجه به افزایش نگرانی‌ها در مورد کمبود آب و نیاز به افزایش بهره‌وری آب، استفاده از روش‌های آبیاری کارآمدتر مانند آبیاری قطره‌ای و آبیاری بارانی در حال افزایش است.

## فرایند
آبیاری سطحی روشی است که در آن آب از طریق نیروی گرانش روی سطح خاک اعمال و توزیع می‌شود. این روش تاکنون رایج‌ترین شکل آبیاری در سراسر جهان است و تقریباً بدون تغییر برای هزاران سال در بسیاری از مناطق انجام شده است.
آبیاری سطحی اغلب به عنوان آبیاری غرقابی شناخته می‌شود، به این معنی که توزیع آب کنترل‌نشده و بنابراین ذاتاً ناکارآمد است. در واقعیت، برخی از شیوه‌های آبیاری که تحت این نام گروه‌بندی می‌شوند شامل درجه قابل توجهی از مدیریت هستند (برای مثال آبیاری موجی).
فرایند آبیاری سطحی را می‌توان با استفاده از چهار مرحله توصیف کرد. همان‌طور که آب در انتهای بالایی مزرعه اعمال می‌شود، در طول مزرعه جریان می‌یابد یا پیش می‌رود. مرحله پیشروی به مدت زمانی اطلاق می‌شود که آب به انتهای بالایی زمین اعمال می‌شود و در طول زمین جریان می‌یابد یا پیشروی می‌کند. پس از اینکه آب به انتهای زمین رسید، یا جاری می‌شود یا شروع به جمع شدن می‌کند. مدت زمان بین پایان مرحله پیشروی و قطع جریان ورودی، مرحله خیس شدن، جمع شدن یا ذخیره‌سازی نامیده می‌شود. با قطع جریان ورودی، آب به رواناب و نفوذ ادامه می‌دهد تا زمانی که کل کشتزار تخلیه شود. مرحله تخلیه آن دوره کوتاه مدت پس از قطع است که در آن طول میدان هنوز غوطه‌ور است. مرحله پسروی، مدت زمانی را توصیف می‌کند که جبهه آب به سمت انتهای پایین دست کشتزار عقب‌نشینی می‌کند. عمق آب اعمال شده به هر نقطه در مزرعه تابعی از زمان فرصت، مدت زمانی است که آب در سطح خاک وجود دارد.

## انواع آبیاری سطحی

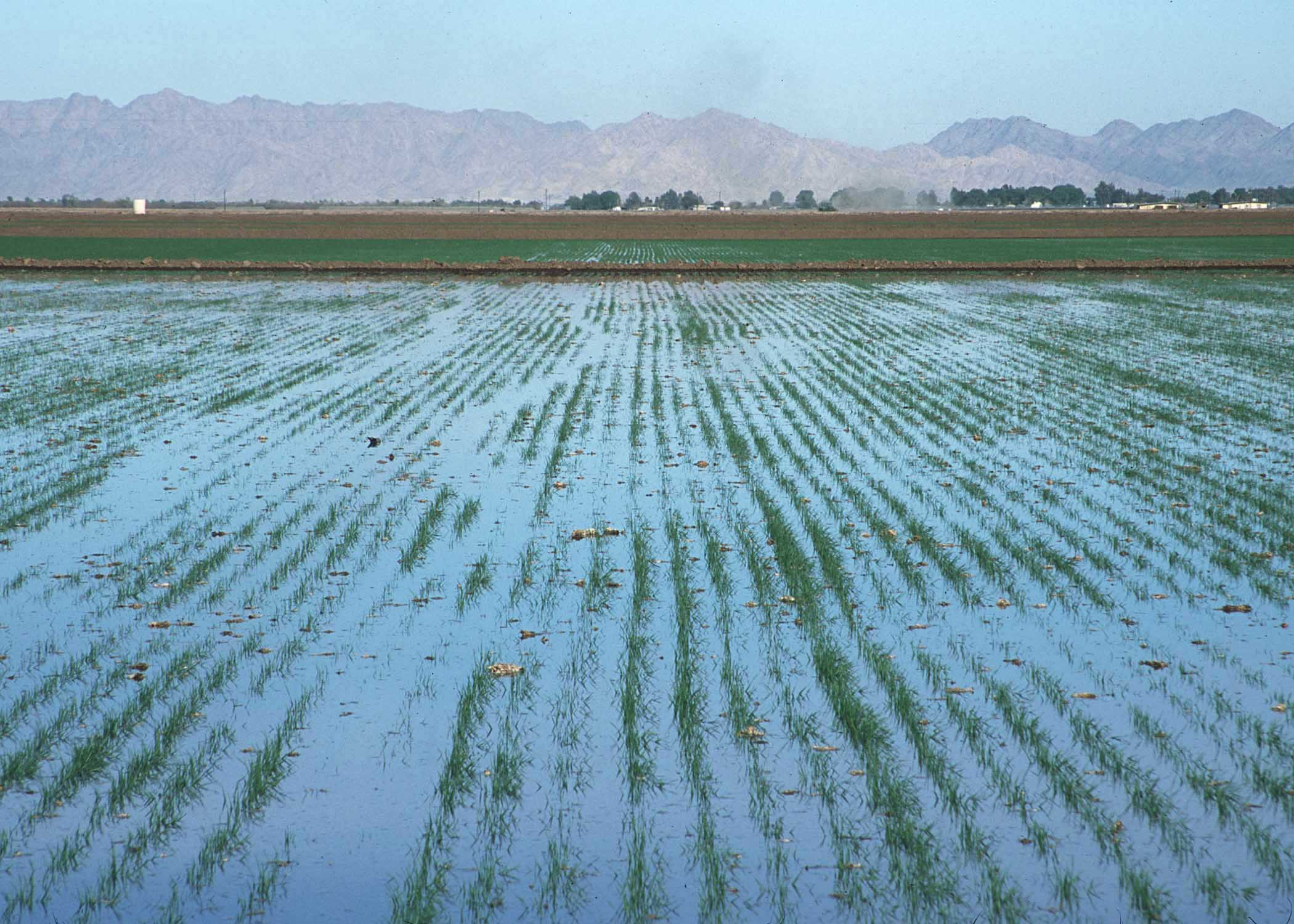
آبیاری غرقابی سطحی روی گندم

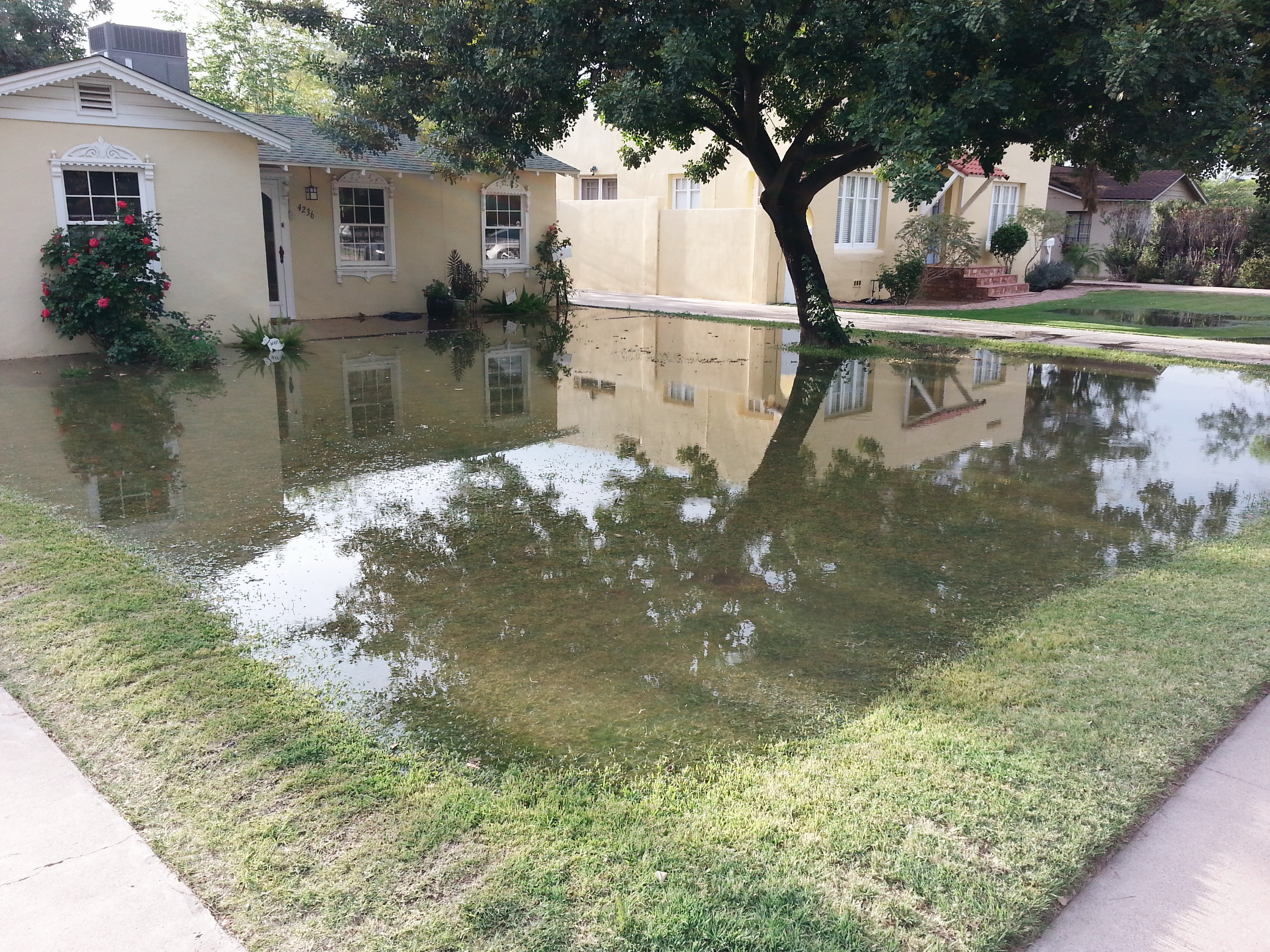
آبیاری غرقابی مسکونی در جنوب غربی ایالات متحده آمریکا.

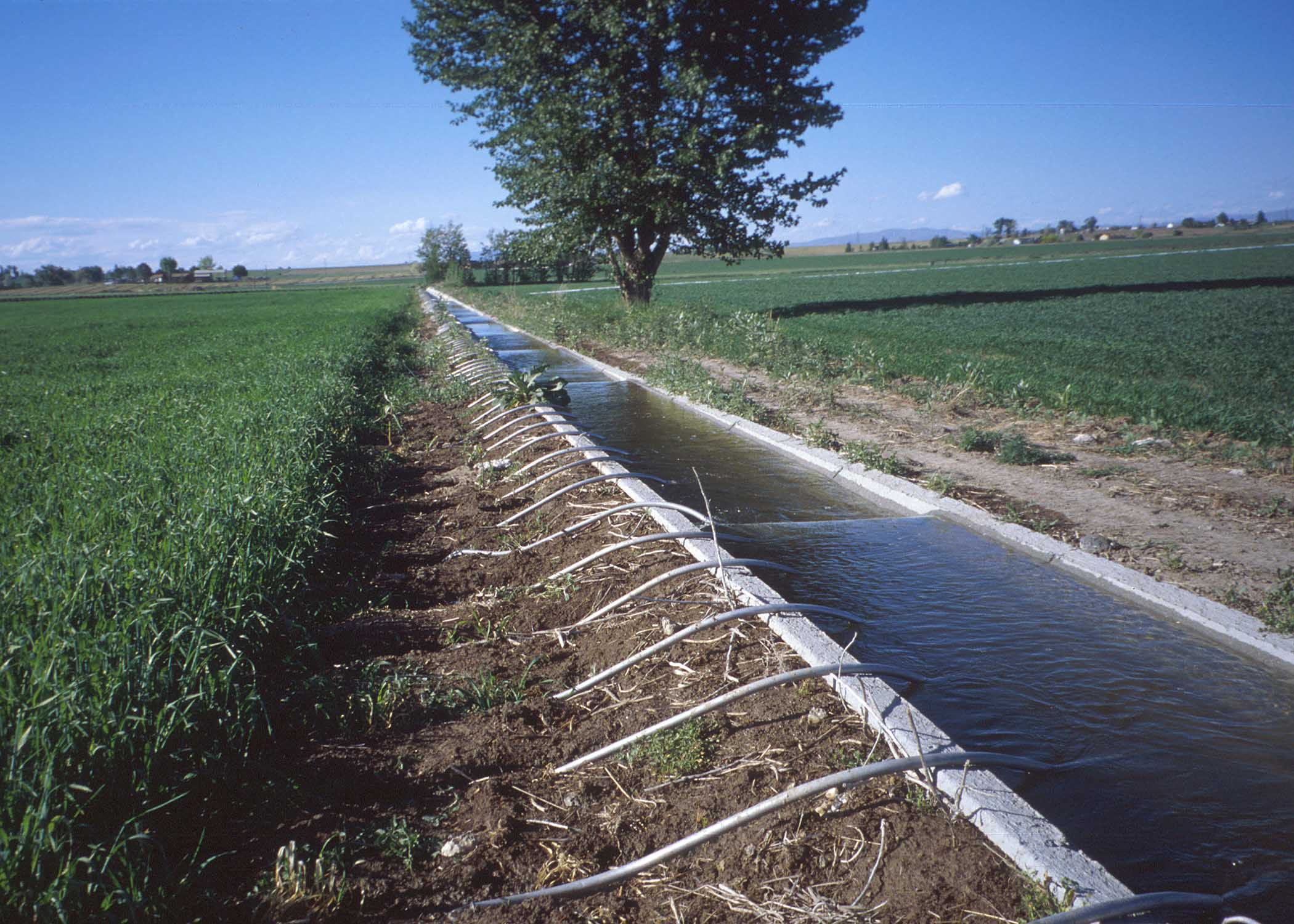
شبکه آبیاری جویچه‌ای با استفاده از لوله‌های زهکشی

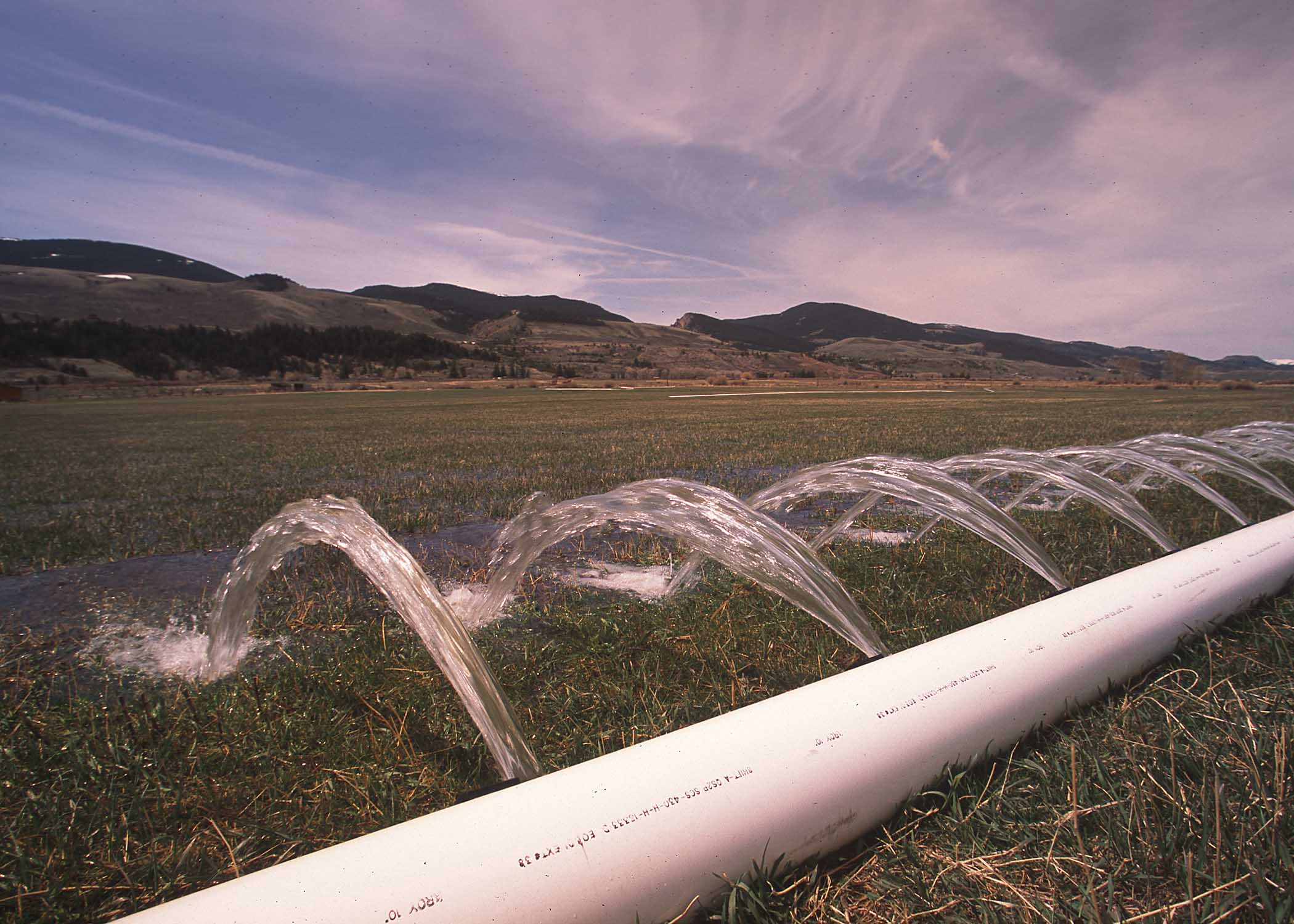
شبکه تأمین آب لوله دروازه‌دار

### آبیاری کرتی
آبیاری کرتی در گذشته در مناطق کوچک با سطوح هموار که توسط خاکریزها احاطه شده بودند، استفاده می‌شده است. آب به سرعت به کل کرت اعمال می‌شود و اجازه داده می‌شود تا نفوذ کند. در کرت‌های سنتی، پس از آبیاری، اجازه تخلیه آب از مزرعه داده نمی‌شود. آبیاری کرتی در خاک‌هایی با میزان نفوذ نسبتاً کم مطلوب است. این همچنین یک روش آبیاری سطحی است. زمین‌ها معمولاً به گونه‌ای تنظیم می‌شوند که از خطوط طبیعی زمین پیروی کنند، اما معرفی تسطیح لیزری و درجه‌بندی زمین، ساخت کرت‌های مستطیلی بزرگ را ممکن ساخته است که برای کشت‌های وسیع مکانیزه مناسب‌تر هستند.

#### کرت‌های تسطیح‌شده
کرت‌های تسطیح‌شده با قابلیت تخلیه مجدد (DBLB) یا کرت‌های کانتوری نوعی از آبیاری کرتی هستند که در آن زمین به تعدادی کرت‌های مستطیلی پلکانی تقسیم می‌شود که تراز شده‌اند یا شیب قابل توجهی ندارند. آب به اولین کرت (معمولاً بالاترین ارتفاع) اعمال می‌شود و سپس به عمق مورد نظر از آب اعمال شده اجازه داده می‌شود تا از آن کرت تخلیه شود و به کرت بعدی که در ارتفاع پایین‌تری نسبت به کرت اول قرار دارد، جریان یابد. هر کرت به نوبه خود با ترکیبی از آب زهکشی از کرت قبلی و ادامه جریان ورودی از کانال تأمین آبیاری می‌شود. عملکرد موفقیت‌آمیز این سیستم‌ها به افت ارتفاع کافی بین کرت‌های متوالی بستگی دارد. این سیستم‌ها معمولاً در استرالیا استفاده می‌شوند که برنج و گندم به صورت چرخشی کشت می‌شوند.

### آبیاری جویچه‌ای
آبیاری جویچه‌ای با ایجاد کانال‌های کوچک موازی در طول زمین به موازات جهت شیب غالب آن انجام می‌شود. آب به انتهای بالایی هر جویچه اعمال می‌شود و تحت تأثیر گرانش به پایین زمین می‌رود. آب ممکن است با استفاده از لوله‌های دروازه‌ای، سیفون و کانال سر یا سیستم‌های بدون کناره تأمین شود. سرعت حرکت آب توسط عوامل زیادی مانند شیب، زبری سطح و شکل جویچه تعیین می‌شود، اما مهم‌تر از همه توسط نرخ جریان ورودی و میزان نفوذ خاک تعیین می‌شود. فاصله بین جویچه‌های مجاور توسط گونه‌های گیاهی تعیین می‌شود، فواصل رایج معمولاً از ۰٫۷۵ تا ۲ متر (۲٫۵ تا ۶٫۶ فوت) متغیر است. محصول بر روی پشته بین جویچه‌ها کاشته می‌شود که ممکن است شامل یک ردیف گیاه یا چند ردیف در مورد یک سیستم از نوع بستر باشد. جویچه‌ها ممکن است از کمتر از ۱۰۰ تا ۲۰۰۰ متر (۰٫۰۶۲ تا ۱٫۲۴۳ مایل) طول داشته باشند که بستگی به نوع خاک، مکان و نوع محصول دارد. جویچه‌های کوتاه‌تر معمولاً با یکنواختی بیشتر کاربرد همراه هستند اما منجر به افزایش پتانسیل تلفات رواناب می‌شوند. آبیاری جویچه‌ای به ویژه برای محصولات ردیفی مانند پنبه، ذرت و نیشکر مناسب است. همچنین در صنایع باغبانی مختلف مانند مرکبات، میوه‌های هسته‌دار و گوجه‌فرنگی نیز انجام می‌شود.
مدت زمان قابل توجهی طول می‌کشد تا آب به انتهای دیگر برسد، به این معنی که آب برای مدت طولانی‌تری در انتهای بالایی مزرعه در حال نفوذ بوده است. این منجر به یکنواختی ضعیف با کاربرد بالا در انتهای بالایی و کاربرد کمتر در انتهای پایینی می‌شود. در بیشتر موارد، عملکرد آبیاری جویچه‌ای را می‌توان با افزایش سرعتی که آب در امتداد مزرعه حرکت می‌کند (میزان پیشروی) بهبود بخشید. این را می‌توان از طریق افزایش سرعت جریان یا از طریق تمرین آبیاری موجی به دست آورد. افزایش سرعت پیشروی نه تنها یکنواختی را بهبود می‌بخشد، بلکه حجم کل آب مورد نیاز برای تکمیل آبیاری را نیز کاهش می‌دهد.

### آبیاری قطع‌ووصلی
این نوع آبیاری نسبتاً جدید است و تحقیق و توسعه در مورد تمرین و مدل‌سازی آن در اوایل دهه ۱۹۸۰ آغاز شد. آبیاری قطع و وصلی نوعی آبیاری جویچه‌ای است که در آن منبع آب در دوره‌های زمانی برنامه‌ریزی شده به صورت تکانه‌ای روشن و خاموش می‌شود (مثلاً ۱ ساعت روشن و ۱/۵ ساعت خاموش). چرخه‌های خیس شدن و خشک شدن، میزان نفوذ را کاهش می‌دهند و در نتیجه سرعت پیشروی سریع‌تر و یکنواختی بالاتری نسبت به جریان پیوسته ایجاد می‌کنند. کاهش نفوذ ناشی از تحکیم سطح، پر شدن ترک‌ها و منافذ ریز و تجزیه ذرات خاک در طول خیس شدن سریع و در نتیجه آب‌بندی سطح در هر مرحله خشک شدن است. در خاک‌هایی که آبیاری قطع و وصلی مؤثر است، گزارش شده است که امکان تکمیل آبیاری با مصرف کلی آب کمتر و در نتیجه بازدهی بالاتر را فراهم می‌کند و به‌طور بالقوه امکان آبیاری کمبود را فراهم می‌کند. اثربخشی آبیاری قطع و وصلی به نوع خاک بستگی دارد. به عنوان مثال، بسیاری از خاک‌های رسی رفتار آب‌بندی سریعی را در زیر جریان پیوسته تجربه می‌کنند و بنابراین آبیاری قطع و وصلی مزایای کمی دارد.

### آبیاری نواری
آبیاری نواری، که به عنوان آبیاری حوضچه‌ای نیز شناخته می‌شود، می‌تواند به عنوان ترکیبی از آبیاری حوضچه‌ای مسطح و آبیاری جویچه‌ای در نظر گرفته شود. این زمین به تعدادی کرت یا نوار تقسیم می‌شود که هر کرت توسط خاکریزهای مرتفع (مرزها) از هم جدا می‌شود. کرت‌ها در مقایسه با آبیاری کرتی معمولاً طولانی‌تر و باریک‌تر هستند و برای تراز شدن با شیب زمین جهت‌گیری می‌شوند. ابعاد معمولی کرت ۱۰ تا ۷۰ متر (۱۰ تا ۸۰ یارد) عرض و ۱۰۰ تا ۷۰۰ متر (۱۱۰ تا ۷۷۰ یارد) طول دارد. آب به انتهای بالایی کرت اعمال می‌شود که معمولاً برای تسهیل شرایط جریان آزاد در انتهای پایین دست ساخته می‌شود. یکی از کاربردهای رایج این تکنیک شامل آبیاری مرتع برای تولید لبنیات است.

### آبیاری سیلابی
آبیاری سیلابی از سیلاب‌های فصلی رودخانه‌ها، نهرها، برکه‌ها و دریاچه‌ها برای پر کردن مخازن ذخیره آب استفاده می‌کند. این یک روش باستانی آبیاری در آب و هوای خشک و نیمه‌خشک در خاورمیانه، شمال آفریقا، غرب آسیا، شرق آفریقا و بخش‌هایی از آمریکای لاتین است.
در آبیاری سیلابی، زمانی که رودخانه در حالت سیلابی است، آب از بسترهای معمولاً خشک رودخانه منحرف می‌شود. سپس آب سیل به مزارع هدایت می‌شود. این کار را می‌توان توسط ورودی‌های آزاد، توسط انحراف خارها یا توسط بسته‌هایی که در بستر رودخانه ساخته می‌شوند، انجام داد. آب سیل که معمولاً چند ساعت یا چند روز طول می‌کشد از طریق شبکه‌ای از کانال‌های سیلابی اولیه، ثانویه و گاهی سوم هدایت می‌شود. مناطق تحت پوشش ممکن است از هر چیزی بین چند هکتار تا بیش از ۲۵۰۰۰ هکتار (۶۲۰۰۰ هکتار) متغیر باشد.
شبکه‌های آبیاری سیلابی به تلاش‌های عظیم مدیریتی برای کنترل و بهینه‌سازی جریان آب نیاز دارند. از آنجایی که آب با حرکت سریع قادر به جابجایی مقادیر بسیار زیادی رسوب است، ارتفاع کناره‌های رودخانه و ترکیب بستر آنها می‌تواند به سرعت تغییر کند. منحرف کردن جریان یک نیروی قدرتمند که قادر به جابجایی سنگ‌ها، خاک‌ها و سایر مواد مورد استفاده برای منحرف کردن مسیر آب است، می‌تواند دشوار باشد.

## مشکلات مرتبط با آبیاری سطحی
اگرچه آبیاری سطحی می‌تواند با مدیریت صحیح و تحت شرایط مناسب به‌طور مؤثر انجام شود، اما اغلب با تعدادی از مسائل همراه است که بهره‌وری و پایداری محیط زیست را تضعیف می‌کند:
- غرقاب خاک: می‌تواند باعث توقف رشد گیاه شود و رشد بیشتر را تا زمانی که آب کافی از منطقه ریشه خارج شود به تأخیر می‌اندازد. غرقابی شدن ممکن است با زهکشی، زهکشی کاشی یا کنترل سطح آب زیرزمینی با شکل دیگری از زهکشی زیرسطحی خنثی شود.
- زهکشی عمیق: آبیاری بیش از حد ممکن است باعث شود آب به زیر منطقه ریشه حرکت کند و در نتیجه سطح آب زیرزمینی بالا بیاید. در مناطقی که لایه‌های شور خاک به‌طور طبیعی وجود دارد (مثلاً شوری در جنوب شرقی استرالیا) یا سفره‌های زیرزمینی شور، این افزایش سطح آب زیرزمینی ممکن است نمک را به منطقه ریشه بیاورد و منجر به مشکلات شوری خاک شود.
- شور شدن خاک: بسته به کیفیت آب، آب آبیاری ممکن است حجم قابل توجهی نمک به پروفیل خاک اضافه کند. در حالی که این مشکل برای آبیاری سطحی در مقایسه با سایر روش‌های آبیاری (به دلیل کسر شستشوی نسبتاً زیاد) کمتر است، اما عدم وجود زهکشی زیرسطحی ممکن است آبشویی نمک‌ها را از خاک محدود کند. این را می‌توان با زهکشی و کنترل شوری خاک از طریق شستشو برطرف کرد.

هدف از مدیریت مدرن آبیاری سطحی به حداقل رساندن خطر این اثرات نامطلوب بالقوه است.